# Rhabdomastix hudsonica
Rhabdomastix hudsonica är en tvåvingeart som beskrevs av Alexander 1933. Rhabdomastix hudsonica ingår i släktet Rhabdomastix och familjen småharkrankar. Inga underarter finns listade i Catalogue of Life.